# فينس يونغ
فينس يونغ (بالإنجليزية: Vince Young) هو لاعب كرة قدم أمريكية ولاعب كرة القدم الكندية أمريكي، ولد في 18 مايو 1983 في هيوستن في الولايات المتحدة.

## وصلات خارجية
- الموقع الرسمي
- فينس يونغ على موقع مرجع كرة القدم المحترفة.كوم (الإنجليزية)
- فينس يونغ على موقع IMDb (الإنجليزية)
- فينس يونغ على موقع إن إن دي بي (الإنجليزية)
- فينس يونغ على موقع قاعدة بيانات الفيلم (الإنجليزية)